# Georgijs Čižovs
Georgijs Čižovs (ur. 26 lipca 1992 roku) – łotewski piłkarz, grający na pozycji bramkarza.

## Kariera piłkarska

### Kariera klubowa
Jest wychowankiem drużyny Daugava Daugavpils. Swoje treningi rozpoczynał w juniorskim zespole tego klubu. 1 stycznia 2010 roku podpisał kontrakt z seniorskim zespołem Daugava Daugavpils, który ówcześnie właśnie awansował do Virslīgi. W sezonie 2010 uplasował się z drużyną na 4. pozycji. W następnym sezonie jego zespół zajął 3. lokatę. Dzięki temu mógł wziąć udział w I rundzie kwalifikacyjnej Ligi Europy. W sezonie 2012 zdobył z tą drużyną mistrzostwo Łotwy. Dzięki temu jego zespół zakwalifikował się do II rundy eliminacyjnej Ligi Mistrzów. 1 stycznia 2013 roku zawodnik przeszedł do klubu Ilūkstes NSS, który wówczas również występował w Virslīdze. W sezonie 2013 jego drużyna zajęła, ostatnią, 10. pozycję i spadła do 1. līgi. Po zakończeniu tych rozgrywek, 1 grudnia 2013 roku bramkarz podpisał kontrakt z klubem BFC Daugavpils, innym zespołem z Virslīgi. W sezonie 2014 uplasował się z tą ekipą na 8. lokacie, ostatniej, która oznaczała bezpieczne pozostanie w najwyższej klasie rozgrywkowej na Łotwie.
Nie ma informacji o tym do kiedy wiąże go umowa z klubem BFC Daugavpils.

### Kariera reprezentacyjna
Georgijs Čižovs wystąpił w trzech meczach reprezentacji Łotwy U-19.
18 stycznia 2013 roku zadebiutował w barwach reprezentacji Łotwy do lat 21 w spotkaniu przeciwko Białorusi. Jego drużyna przegrała ten mecz 3–0, a on sam przebywał na boisku przez pełne 90 minut. Ogółem w barwach tej reprezentacji wystąpił w czterech meczach.

## Sukcesy i odznaczenia
- Mistrzostwo Łotwy (1 raz): 2012[4]